# О’Брайен, Коннор, 3-й граф Томонд
Коннор О’Брайен, 3-й граф Томонд (ирл. Conchobhar Groibleach Ó Briain; 1535 — 1581) — ирландский аристократ и пэр, 3-й граф Томонд (1553—1581), старший сын Доннхада О’Брайена, 2-го графа Томонда (? — 1553), и Хелен Батлер (1523—1597), внук Коннора О’Брайена (? — 1539), короля Томонда (1528—1539).
Унаследовал графский титул в 1553 году. Его право на графство оспаривал его дядя Доннелл О’Брайен. В 1558 году лорд-лейтенант Ирландии Томас Рэдклифф, 3-й граф Сассекс подтвердил графство Томонд собственностью Коннора и провозгласил его дядю Доннела предателем. Коннор О’Брайен вступил в союз с Джеймсом Фицджеральдом против английской короны и бежал во Францию. Вернулся в Ирландию и получил помилование в 1571 году. В 1573 году английские власти восстановили графство Томонд в качестве владения Коннора.

## Биография
Коннор О’Брайен, прозванный Гройблех, или «Длинноногий», был старшим сыном Доннхада О’Брайена, второго графа Томонда, и Хелен Батлер, младшей дочери Пирса Батлера, 8-го графа Ормонда. Он унаследовал графский титул после смерти своего отца в апреле 1553 года. Его права были оспорены дядей Доннеллом О’Брайеном (? — 1579), который официально вступил в должность лидера клана О’Брайен и стал вождем Дал Кайса. Вынужденный сдать Клонроуд, резиденцию О’Брайенов, Конор удалился в замок Дунмалвихилл, расположенный на границе графства Голуэй, где он был осажден своим дядей Доннеллом, но освобожден своим родственником Томасом Батлером, 10-м графом Ормондом.
Впоследствии Доннелл О’Брайен ходатайствовал об официальном признании его вождем Томонда, и сэр Энтони Сент-Леджер, хотя и не смог удовлетворить его просьбу, пообещал написать королеве Марии Тюдор письмо в его пользу. Ситуация оставалась неопределенной до лета 1558 года, когда граф Сассекс, отправившись в Лимерик с большой армией, объявив изменниками Доннелла О’Брайена, а также Тейга и Доноу, сыновей Мурроу, 1-го графа Томонда, а Коннора О’Брайена восстановил в его владениях. Доннелл укрылся у Магуайра в Фермане, а Тейг и Доноу нашли могущественного покровителя в лице Джеральда Фицджеральда, 15-го графа Десмонда.
На короткое время воцарился мир, и Коннор заслужил одобрение графа Сассекса за свое хорошее исполнение правосудия. Но в 1559 году Тейг и Доноу вернулись в Инчикуин и не только бросили вызов попыткам Коннора вытеснить их, но и с помощью графа Десмонда нанесли ему и его союзнику, графу Кланрикарду, сокрушительное поражение в битве при Спенсел-Хилл. Вскоре Тейг был арестован лордом-судьей Уильямом Фицуильямом и заключен в Дублинский замок, но в начале 1562 года ему удалось бежать, и вместе с Доннеллом они выступили против армии графа Томонда. С помощью нескольких орудий, предоставленных ему графом Сассексом, графу Томонду удалось вырвать у них Балли и Балликархи. В конце концов, в апреле 1565 года, превратив страну в пустыню, Доннелл согласился уступить свои права лорду Томонду при условии получения Коркомроэ. Война вспыхнула снова в следующем году, но ресурсы сражающихся были исчерпаны, и Сидней, когда он посетил Лимерик в апреле 1567 года, описал его как совершенно обедненный из-за «неспособности графа Томонда управлять страной».
Подозрительность, с которой к нему относились, привела его в отчаяние, и 8 июля 1569 года он вступил в союз с «заклятым бунтарем» Джеймсом Фицморисом Фицджеральдом (? — 1579). В феврале 1570 года он напал на лорда-президента Коннахта, сэра Эдварда Фиттона, в Эннисе и вынудил его искать убежища в Голуэе. Сильный отряд под командованием графа Ормонда был немедленно направлен против него, и через несколько недель граф Томонд безоговорочно подчинился. Но будучи «охвачен скорбью и сожалением о том, что сдал свои города и пленных», и решив никогда «не подчиняться закону или милости совета Ирландии», он бежал в начале июня во Францию.
Там граф Томонд представился 18 июля сэру Генри Норрейсу, 1-му барону Норрейсу, английскому послу, и, заверив его в своей лояльности, попросил его ходатайствовать перед королевой Елизаветой Тюдор за его прощение. Генри Норрейс, считавший его «варваром», вскоре понял, что он интригует с французским двором, и убедил Елизавету во что бы то ни стало уговорить его вернуться. Елизавета, хотя и отзывалась о нём как о «малоценном человеке» и отказывалась заранее простить его, была достаточно умна для того, чтобы сделать зло, и обещала, если он вернется, благосклонно выслушать его жалобы. Но граф Томонд не выказывал никакого желания покинуть Париж, и барон Норрейс был вынужден одолжить ему сто крон и дать бесконечные обещания, прежде чем он согласится уехать.
В декабре граф Томонд вернулся в Ирландию и, публично признавшись в своей измене сэру Генри Сидни, был помилован. Впоследствии, в апреле 1571 года, он сдал все свои земли английской короне. Он получил разрешение отправиться в Англию, чтобы добиться их восстановления, но из-за мятежа сыновей графа Кланрикарда это было невозможно, его присутствие было необходимо в Ирландии. Он получил одобрение лорда-депутата и совета, и ордер, по-видимому, был дан в июне 1573 года на восстановление его земель. В декабре 1575 года он отправился в Корк, чтобы засвидетельствовать свое почтение лорду-депутату сэру Генри Сиднею, который сопровождал его в Лимерик и Голуэй, куда направились к нему главные люди Томонда. Коннор вынужден был сдать свои земли и подчиниться назначению сэра Доннелла О’Брайена в качестве шерифа вновь образованного графства Клэр. Эта договоренность, хотя и была принята, естественно, не понравилась Томонду, и он, по слухам, сказал, что раскаивается в своем вечном «снисхождении к милости королевы».
Это соглашение не положило конец спорам между ним и Тейгом, и в 1577 году сэр Уильям Друри был вынужден передать графство Томонд под военное управление. После этого граф Томонд отправился в Англию, и 7 октября был выдан ордер на выдачу нового патента, содержащего полную силу его прежнего патента, с правом наследования для его сына Доноу, барона Ибрикана. Он возвратился в Ирландию около Рождества; но ещё до его прибытия, по словам «четырех господ», «маршал наложил на его народ тяжелое бремя, так что они были обязаны стать данниками государя и платить сумму в десять фунтов за каждое баронство, и это была первая дань, когда-либо уплаченная Дал Кайсом». Однако граф Томонд, по-видимому, жил в хороших отношениях с новым лордом-президентом Коннахта, сэром Николасом Малби. Он умер, по-видимому, в январе 1581 года, и ему наследовал его старший сын Доноу О’Брайен, барон Ибракан (? — 1624), ставший 4-м графом Томонда.

## Семья
Конор О’Брайен впервые женился на Эллен, дочери Дональда Маккормака Маккарти Мора и вдове Джеймса Фицджеральда, 14-го графа Десмонда. Она умерла в 1560 году и была похоронена в аббатстве Макросс.
Вторым браком он женился на Уне, дочери Турлоу Мак-и-Брайан-Ара, от брака с которой он имел трех сыновей и трех дочерей:
- Доноу О’Брайен, 4-й граф Томонд (? — 1624)
- Тейг О’Брайен (? — 1641), реставратор замка Дромор
- Дэниел О’Брайен, 1-й виконт Клэр[англ.] (ок. 1577—1663)
- Хонора О’Брайен, первая жена Томаса Фицмориса, 18-го лорда Керри
- Маргарет О’Брайен, вторая жена Джеймса Батлера, 2-го лорда Данбойна
- Мэри О’Брайен, жена Терло Ро Мак-Магона из Корковаскина[5].